# Corral de Almaguer (kommunhuvudort)
Corral de Almaguer är en kommunhuvudort i Spanien.   Den ligger i provinsen Toledo och regionen Kastilien-La Mancha, i den centrala delen av landet, 90 km sydost om huvudstaden Madrid. Corral de Almaguer ligger 706 meter över havet och antalet invånare är 5 743.
Terrängen runt Corral de Almaguer är platt. Runt Corral de Almaguer är det glesbefolkat, med 16 invånare per kvadratkilometer. Corral de Almaguer är det största samhället i trakten. Trakten runt Corral de Almaguer består till största delen av jordbruksmark.